# Кашина (Камышловский район)
Кашина — деревня в Камышловском районе Свердловской области России, входит в состав Восточного сельского поселения.

## Географическое положение
Деревня Кашина расположена в 19 километрах (по дорогам в 24 километрах) к востоку-северо-востоку от города Камышлова, на обоих берегах реки Аксарихи — левого притока Пышмы. На речке Аксарихе в деревне расположен пруд. В двух километрах от деревни Кашиной расположена железнодорожная станция Аксариха Свердловской железной дороги.

## Население
| 2002 | 2010 | 2021 |
| ---- | ---- | ---- |
| 43   | ↘41  | ↘10  |